# Taraka (Lanao du Sud)
Taraka est une localité de la province de Lanao du Sud, aux Philippines. En 2015, elle compte 23 644 habitants.